# Charles Badger Clark
Charles Badger Clark (1 de enero de 1883-26 de septiembre de 1957) fue un poeta vaquero estadounidense y el primer poeta laureado de Dakota del Sur.

## Infancia y juventud
Charles Badger Clark nació el 1 de enero de 1883 en Albia (Iowa). Su familia se mudó al Territorio de Dakota, donde su padre ejerció como pastor metodista en Huron, Mitchell, Deadwood y Hot Springs, y predicó en el funeral de Calamity Jane. Charles abandonó sus estudios en la universidad Dakota Wesleyan University por tener enfrentamientos con uno de sus fundadores, C. B. Clark. Viajó a Cuba y después volvió a Deadwood (Dakota del Sur), donde contrajo tuberculosis, por lo que se mudó a Tombstone (Arizona) para aliviar los síntomas de la enfermedad con el clima seco. En 1910 volvió a Dakota del Sur para cuidar a su padre enfermo.

## Carrera profesional
En Arizona, Clark estuvo cuatro años a cargo de un rancho alejado de la ciudad. Como tenía tiempo libre, comenzó a escribir cartas a su familia (que vivía en Dakota del Sur), en las que a veces describía su «nuevo mundo» en verso. A su madrastra le gustó tanto uno de sus poemas de Arizona que lo envió a la revista The Pacific Monthly. La revista lo publicó en 1907 bajo el título de Ridin' y envió a Clark un cheque de 10 $. Clark pensó entonces: «Si pagan por estas cosas, aquí está el trabajo que tanto buscaba: sin jefe, sin horario y sin obligaciones».

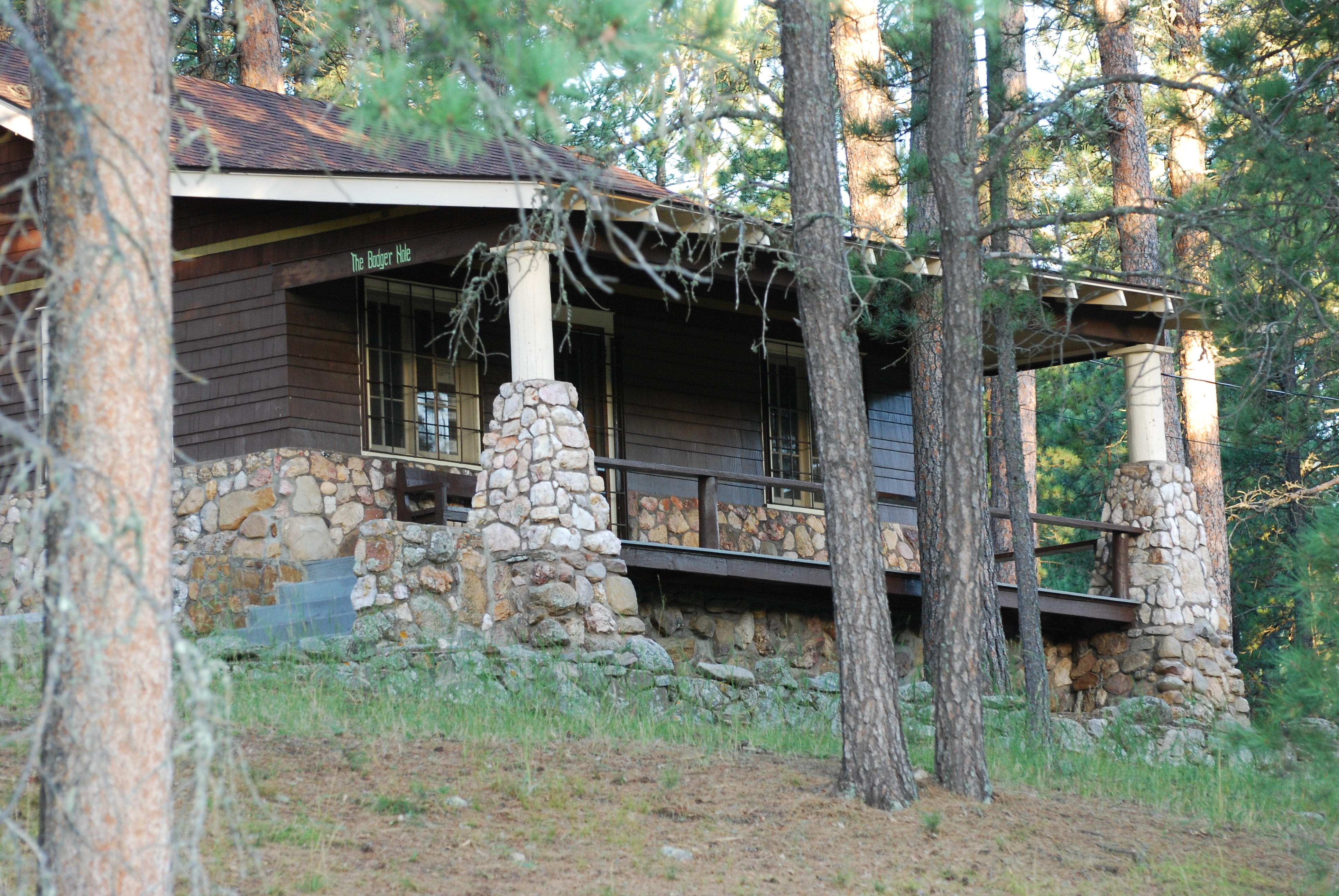
Badger Hole, la cabaña de Clark en la reserva de Custer State Park (Dakota del Sur)

Clark publicó su primer poemario en 1917. En 1925 se mudó a una cabaña en la reserva de Custer State Park, en las Colinas Negras de Dakota del Sur, donde estuvo viviendo treinta años y siguió escribiendo poesía.
El gobernador Leslie Jensen nombró a Clark poeta laureado de Dakota del Sur en 1937. Su obra se publicó en las revistas Sunset Magazine, The Pacific Monthly, Arizona Highways, Colliers, Century Magazine, The Rotarian y Scribner's.

## Muerte y legado
Clark murió el 26 de septiembre de 1957 en Rapid City (Dakota del Sur). Está enterrado en el cementerio Evergreen Cemetery, en Hot Springs (Dakota del Sur) (manzana 4, sección M, solar 7).
El coro de Fred Waring interpretó el poema titulado «Lead my America» en 1957. Pete Seeger incluyó «Spanish is the Loving Tongue» en el álbum The Rainbow Quest (1960). En 1969, Bob Dylan versionó «Spanish is the Loving Tongue». En America by Heart, Sarah Palin cita el poema titulado «A Cowboy's Prayer» como una de la oraciones que le gusta rezar. En 1989, Clark fue incluido en el Hall of Great Westerners (un salón conmemorativo de personalidades distinguidas del oeste estadounidense) del museo National Cowboy & Western Heritage Museum.

## Obras
- Grass-Grown Tales (1917)
- Sun and Saddle Leather (1919)
- Spike (1925)
- When Hot Springs Was a Pup (1927)
- God of the Open
- Sky Lines and Wood Smoke (1935)
- The Story of Custer City, S.D. (1941)
- Boot and Bylines (póstuma, 1978)
- Singleton (póstuma, 1978)

## Libros relacionados
- Jessi Y. Sundstrom: Badger Clark, Cowboy Poet with Universal Appeal, Custer, S.D., 2004